# Deutsche Meisterschaften im Rennrodeln 2018
Die Deutschen Meisterschaften im Rennrodeln 2018 fanden am 18. November 2018 in der Veltins-Eisarena in Winterberg statt. Die Meisterschaften waren zugleich die letzten Selektions- und Qualifikationsrennen für den Rennrodel-Weltcup 2018/19.
Die Titel gingen an Titelverteidigerin Natalie Geisenberger im Einsitzer der Frauen, Felix Loch im Einsitzer der Männern und Robin Geueke/David Gamm im Doppelsitzer. Zum dritten Mal wurde bei Deutschen Meisterschaften eine Teamstaffel ausgetragen, diese gewann erneut die „Trainingsgruppe Sonnenschein“ um Natalie Geisenberger, Felix Loch und Tobias Wendl/Tobias Arlt.

## Titelverteidiger
Bei den Deutschen Meisterschaften im Rennrodeln 2017 in Altenberg siegten Natalie Geisenberger im Einsitzer der Frauen, Andi Langenhan im Einsitzer der Männer sowie Toni Eggert/Sascha Benecken im Doppelsitzer der Männer. Den Sieg in der Teamstaffel sicherten sich im vergangenen Jahr Natalie Geisenberger, Felix Loch und Tobias Wendl/Tobias Arlt. Langenhan sowie Eggert/Benecken traten 2018 nicht bei den Deutschen Meisterschaften an. Während Langenhan nach den Olympischen Winterspielen in Pyeongchang seine aktive Karriere beendet hatte, verzichteten Eggert/Benecken nach einem Trainingsrückstand, der aus einer Verletzung von Pilot Toni Eggert resultierte, auf einen Start in Winterberg.

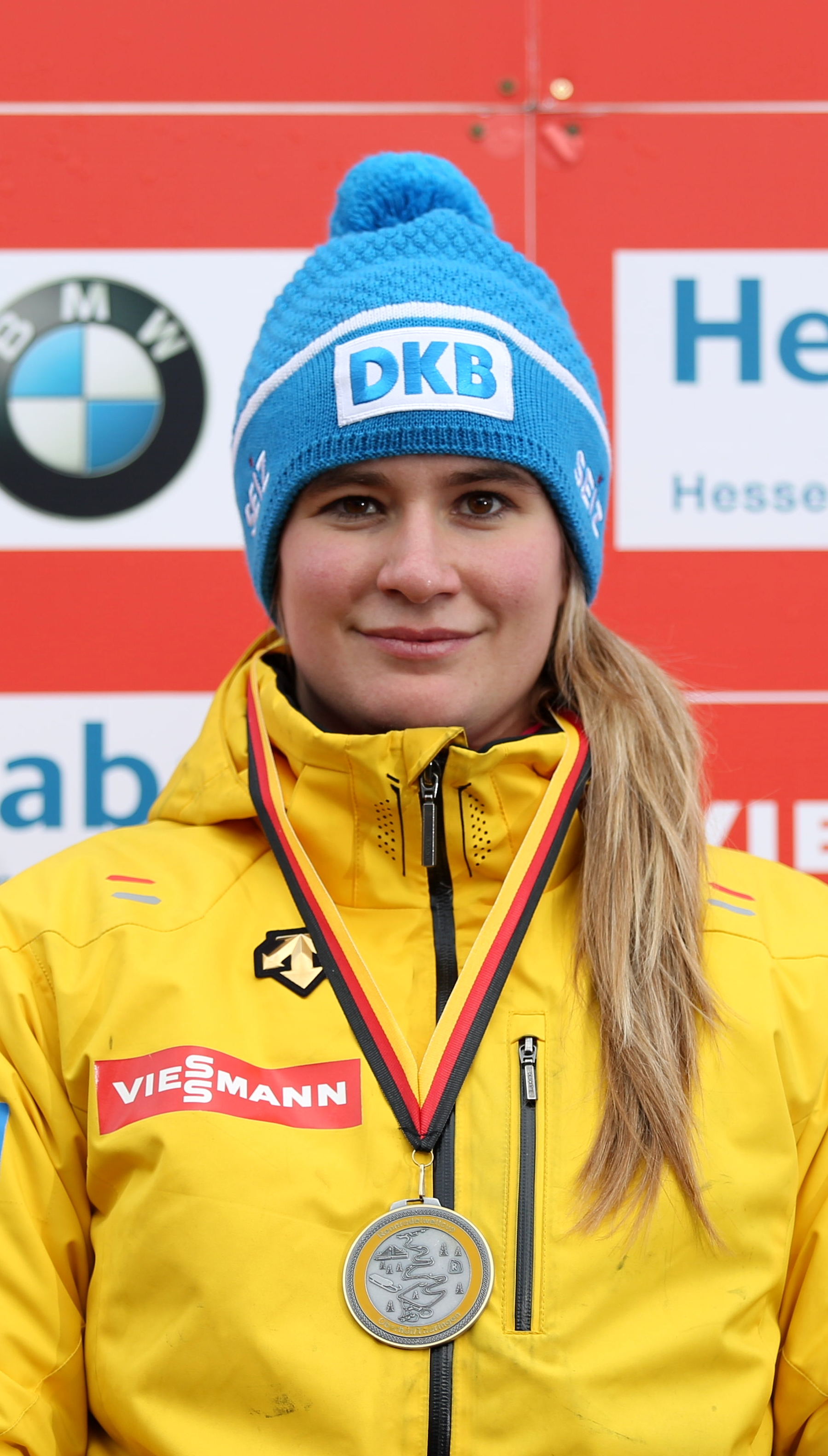
Natalie Geisenberger
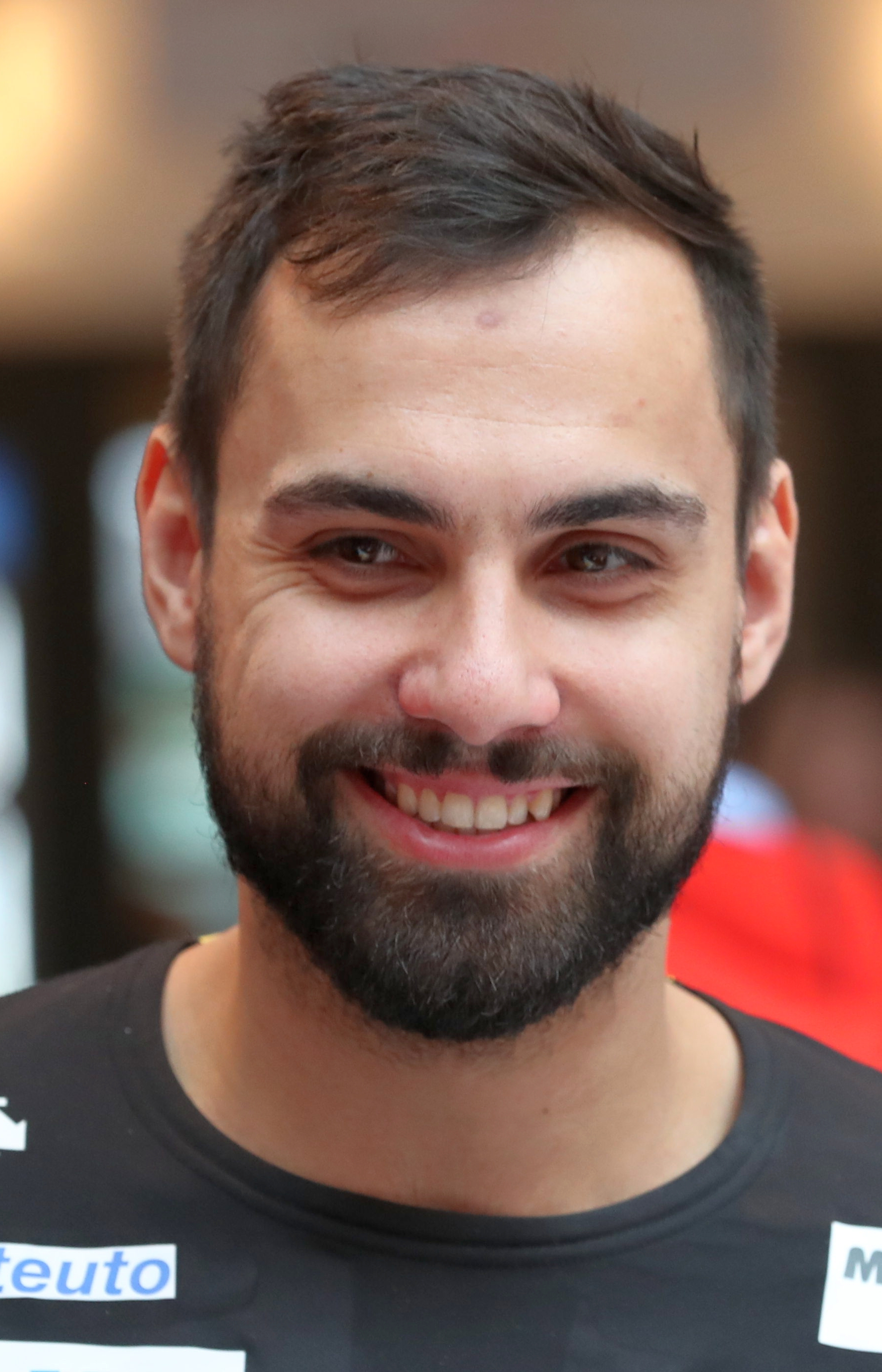
Andi Langenhan
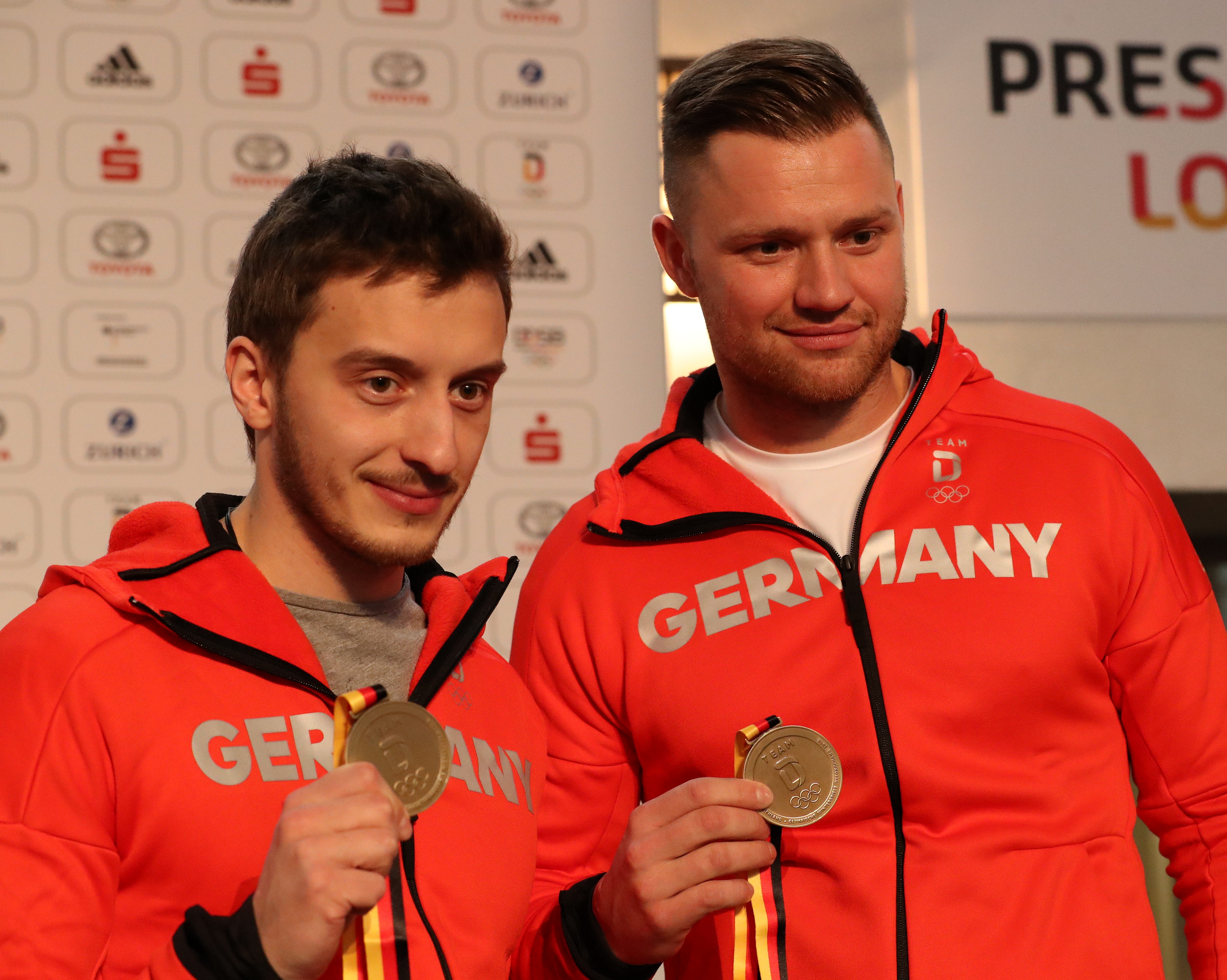
Toni Eggert und Sascha Benecken
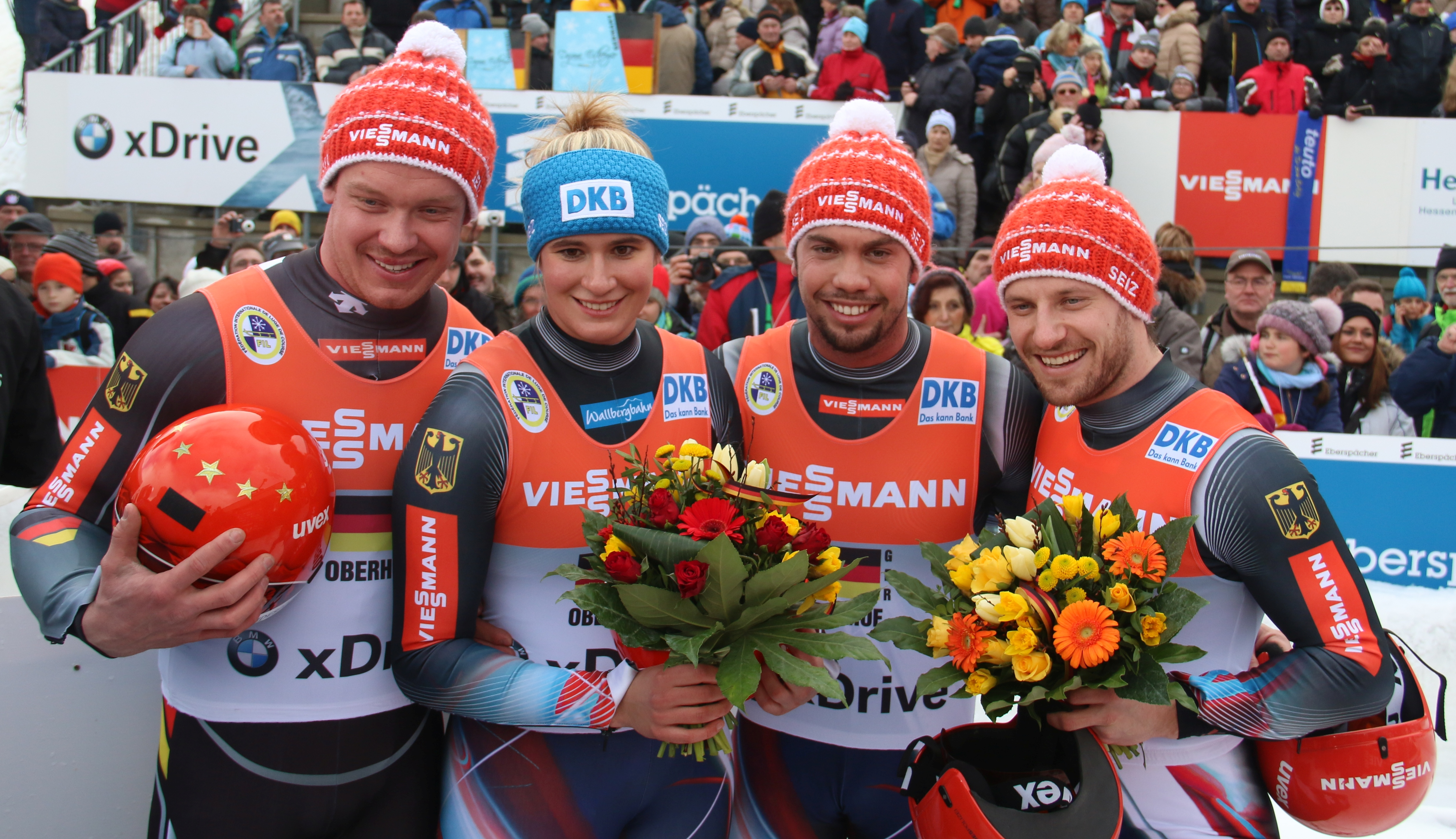
Natalie Geisenberger, Felix Loch und Tobias Wendl/Tobias Arlt

## Ergebnisse

### Einsitzer der Frauen
| Platz | Sportlerin            | Verein                        | Laufzeiten        | Zeit         |
| ----- | --------------------- | ----------------------------- | ----------------- | ------------ |
| 1     | Natalie Geisenberger  | ASV Miesbach                  | 55,711 s 55,553 s | 1:51,264 min |
| 2     | Tatjana Hüfner        | RC Blankenburg                | 55,688 s 55,615 s | 1:+0,039 s   |
| 3     | Julia Taubitz         | WSC Erzgebirge Oberwiesenthal | 55,829 s 55,530 s | 1:+0,095 s   |
| 4     | Dajana Eitberger      | RC Ilmenau                    | 55,731 s 55,629 s | 1:+0,096 s   |
| 5     | Jessica Tiebel        | RRC Altenberg                 | 55,740 s 55,792 s | 1:+0,268 s   |
| 6     | Anna Berreiter        | RC Berchtesgaden              | 56,135 s 55,812 s | 1:+0,683 s   |
| 7     | Cheyenne Rosenthal    | BSC Winterberg                | 56,163 s 55,986 s | 1:+0,885 s   |
| 8     | Tina Alexandra Müller | BRC Thüringen                 | 56,251 s 56,134 s | 1:+1,121 s   |
| 9     | Antonia Weisemann     | RSV Schmalkalden              | 56,506 s 56,551 s | 1:+1,793 s   |

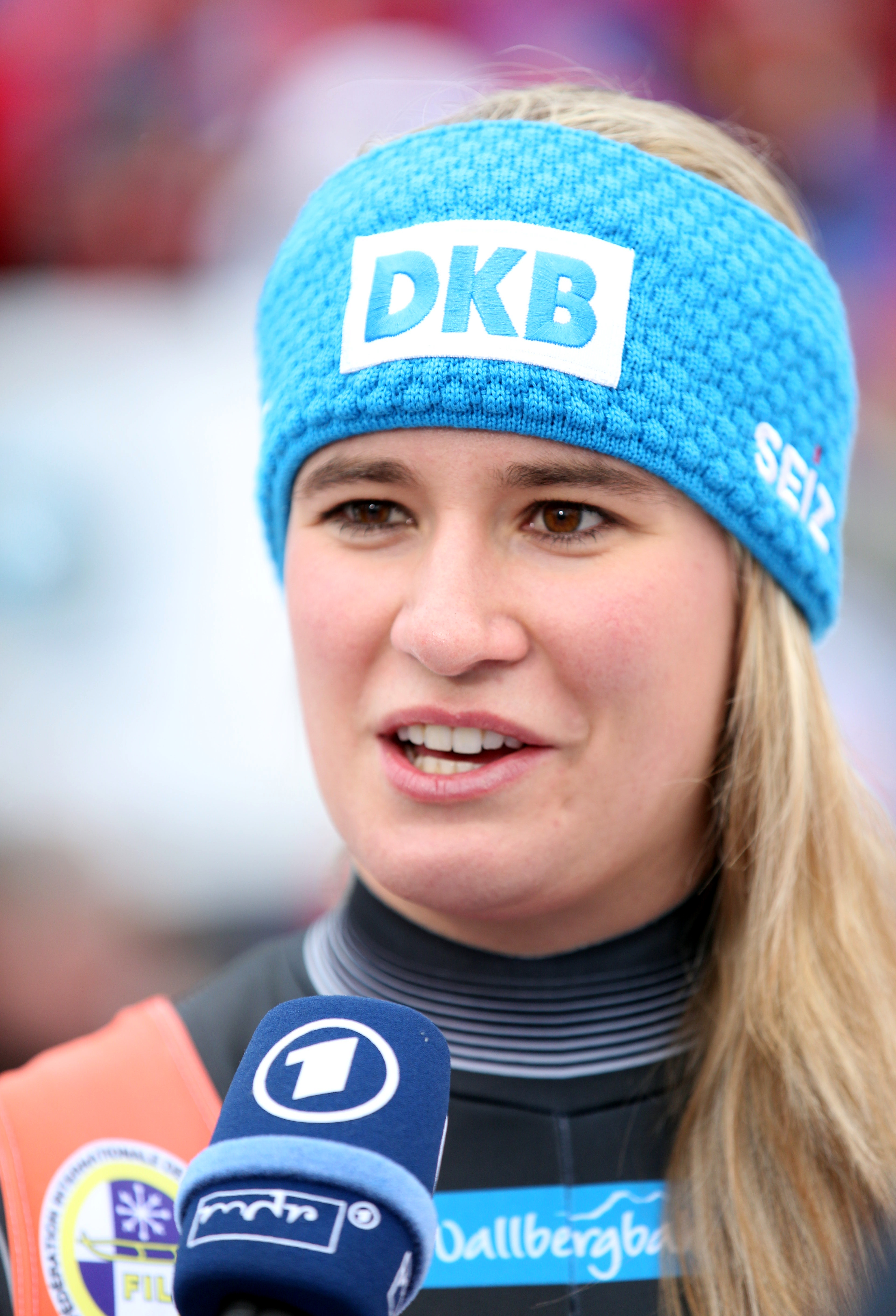
Natalie Geisenberger, Deutsche Meisterin

Natalie Geisenberger gewann ihren sechsten nationalen Einzeltitel. Auf den zweiten Platz fuhr Weltmeisterin Tatjana Hüfner, Rang drei belegte Julia Taubitz vor der Olympiazweiten Dajana Eitberger und Juniorenweltmeisterin Jessica Tiebel. Taubitz fuhr im zweiten Lauf die schnellste Zeit des gesamten Feldes und verdrängte somit Eitberger noch vom Podium. Auf die weiteren Plätze kamen Anna Berreiter, Cheyenne Rosenthal, Tina Alexandra Müller und Antonia Weisemann.
Als Weltcup-Starterinnen qualifizierten sich Natalie Geisenberger, Dajana Eitberger, Tatjana Hüfner und Julia Taubitz.

### Einsitzer der Männer
| Platz | Sportler        | Verein                        | Laufzeiten        | Zeit         |
| ----- | --------------- | ----------------------------- | ----------------- | ------------ |
| 1     | Felix Loch      | RC Berchtesgaden              | 51,829 s 51,654 s | 1:43,483 min |
| 2     | Chris Eißler    | ESV Lok Zwickau               | 51,789 s 51,877 s | 1:+0,183 s   |
| 3     | Sebastian Bley  | RT Suhl                       | 51,886 s 51,957 s | 1:+0,360 s   |
| 4     | Max Langenhan   | BRC 05 Friedrichroda          | 51,843 s 52,046 s | 1:+0,406 s   |
| 5     | Johannes Ludwig | BSR Rennsteig Oberhof         | 52,101 s 51,828 s | 1:+0,446 s   |
| 6     | Ralf Palik      | WSC Erzgebirge Oberwiesenthal | 52,102 s 52,003 s | 1:+0,622 s   |
| 7     | Markus Hummer   | RC Berchtesgaden              | 52,169 s 52,203 s | 1:+0,889 s   |
| 8     | Christian Paffe | BRC Hallenberg                | 52,081 s 52,304 s | 1:+0,902 s   |
| 9     | Moritz Bollmann | RRV Sonneberg                 | 52,364 s 52,123 s | 1:+1,004 s   |
| 10    | Mathis Ertel    | RRC Altenberg                 | 52,511 s 52,500 s | 1:+1,528 s   |
| 11    | Thomas Jaensch  | RRC Zella-Mehlis              | 52,680 s 52,531 s | 1:+1,325 s   |

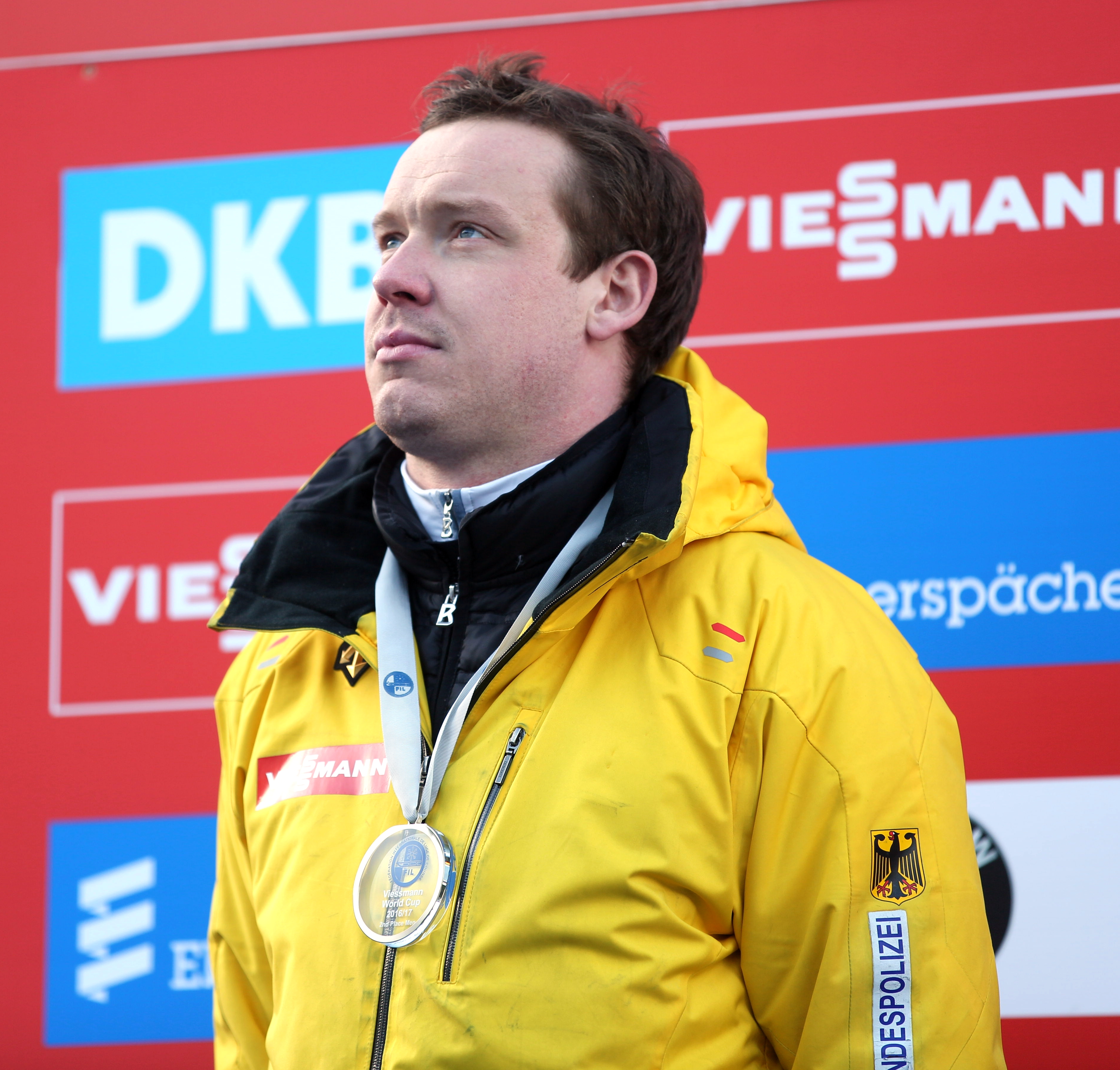
Felix Loch, Deutscher Meister

Im Einsitzer der Männer siegte Weltcupsieger Felix Loch vor Chris Eißler und Sebastian Bley. Auf Rang vier kam Juniorenweltmeister Max Langenhan vor dem Olympiadritten Johannes Ludwig, der einen neuen Startrekord aufstellte, und Ralf Palik ins Ziel. Auf den weiteren Plätzen folgten Markus Hummer, Christian Paffe, Moritz Bollmann, Mathis Ertel und Thomas Jaensch. Loch, Bley, Langenhan und Eißler verbesserten den bisherigen Bahnrekord bereits in Lauf 1. Eißler ging auf Rang 1 liegend in den zweiten Lauf, dort musste er sich jedoch am Ende Felix Loch, der erneut den Bahnrekord verbesserte, geschlagen geben.
Die Weltcupstartplätze wurden an Johannes Ludwig, Chris Eißler, Felix Loch, Sebastian Bley und Max Langenhan vergeben.

### Doppelsitzer der Männer
| Platz | Sportler                       | Verein                                      | Laufzeiten        | Zeit         |
| ----- | ------------------------------ | ------------------------------------------- | ----------------- | ------------ |
| 1     | Robin Geueke/David Gamm        | BSC Winterberg                              | 43,314 s 43,225 s | 1:26,539 min |
| 2     | Tobias Wendl/Tobias Arlt       | RC Berchtesgaden/WSV Königssee              | 43,386 s 43,191 s | 1:+0,038 s   |
| 3     | Florian Löffler/Florian Berkes | RSV Sonneberg/Schalkau                      | 43,488 s 43,328 s | 1:+0,277 s   |
| 4     | Nico Semmler/Johannes Pfeiffer | BRC Ilsenburg/WSC Erzgebirge Oberwiesenthal | 43,706 s 43,508 s | 1:+0,675 s   |
| 5     | Max Ewald/Jakob Jannusch       | RT Suhl/RRV Sonneberg                       | 44,567 s 43,531 s | 1:+1,559 s   |
| 6     | Hannes Orlamünder/Paul Gubitz  | RRC Zella-Mehlis                            | 44,789 s 43,379 s | 1:+1,629 s   |

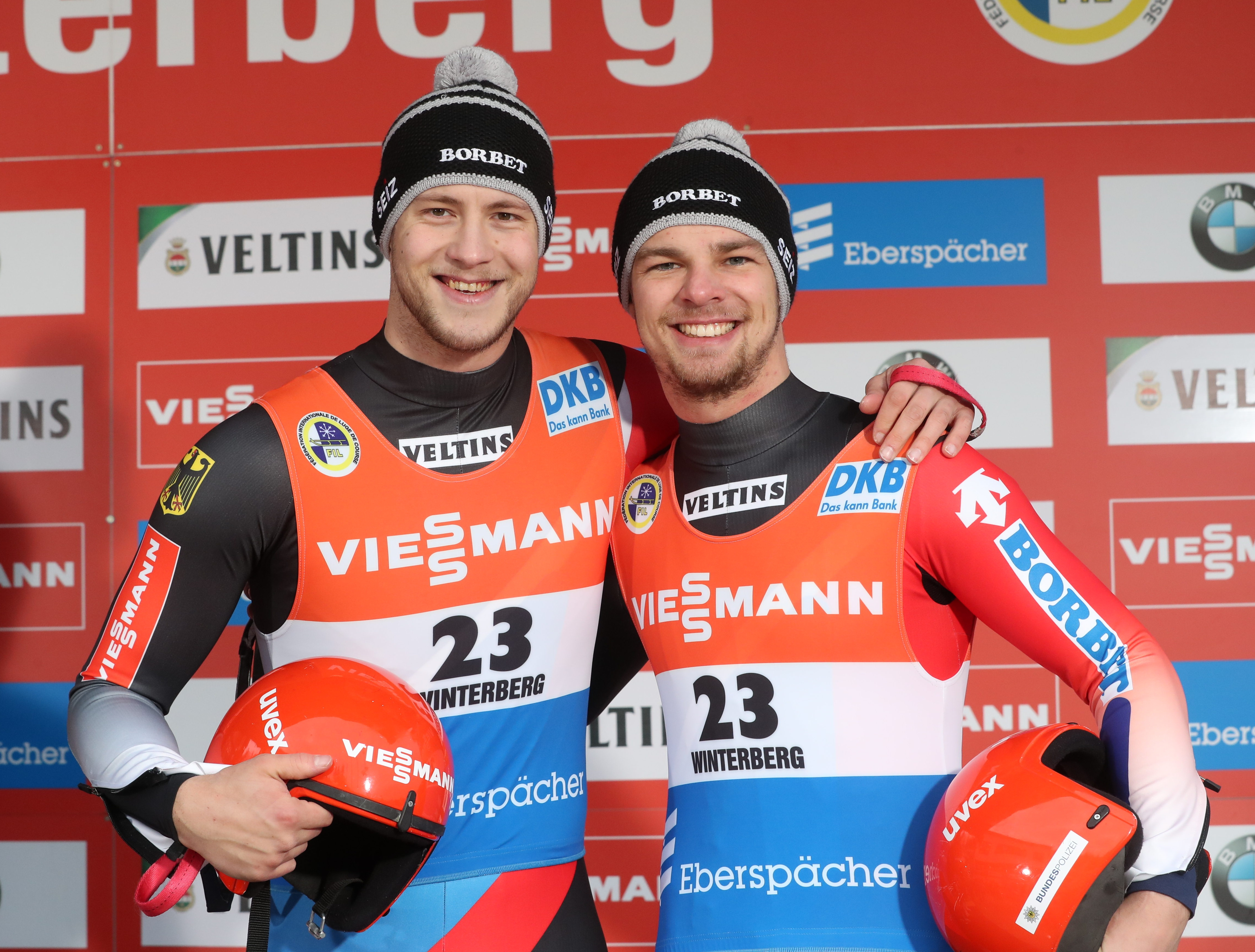
Robin Geueke und David Gamm, Deutsche Meister

Die Weltcup-Sieger der Saison 2017/18, Toni Eggert und Sascha Benecken, verzichteten auf die Teilnahme an den Deutschen Meisterschaften. Es siegten die Lokalmatadoren Robin Geueke und David Gamm vor den Olympiasiegern Tobias Wendl und Tobias Arlt sowie Florian Löffler und Florian Berkes. Nico Semmler/Johannes Pfeiffer, Max Ewald/Jakob Jannusch und die Juniorenvizeweltmeister Hannes Orlamünder/Paul Gubitz folgten auf den weiteren Rängen.
Die drei Doppelsitzerstartplätze sicherten sich Eggert/Benecken, Wendl/Arlt und Geueke/Gamm.

### Teamstaffel
| Platz | Sportler                                                        | Verein                                                                                  | Laufzeiten                 | Zeit         |
| ----- | --------------------------------------------------------------- | --------------------------------------------------------------------------------------- | -------------------------- | ------------ |
| 1     | Natalie Geisenberger Felix Loch Tobias Wendl/Tobias Arlt        | ASV Miesbach RC Berchtesgaden /WSV Königssee                                            | 46,524 s 48,125 s 48,453 s | 2:23,102 min |
| 2     | Cheyenne Rosenthal Christian Paffe Robin Geueke/David Gamm      | BSC Winterberg BRC Hallenberg BSC Winterberg                                            | 46,678 s 48,276 s 48,421 s | 1:+0,273 s   |
| 3     | Dajana Eitberger Johannes Ludwig Florian Löffler/Florian Berkes | RC Ilmenau BSR Rennsteig Oberhof RSV Sonneberg/Schalkau                                 | 46,798 s 48,291 s 48,682 s | 1:+0,669 s   |
| 4     | Julia Taubitz Sebastian Bley Max Ewald/Jakob Jannusch           | WSC Erzgebirge Oberwiesenthal RT Suhl /RRV Sonneberg                                    | 46,744 s 48,146 s 49,003 s | 1:+0,791 s   |
| 5     | Tatjana Hüfner Max Langenhan Hannes Orlamünder/Paul Gubitz      | RC Blankenburg BRC 05 Friedrichroda RRC Zella-Mehlis                                    | 46,697 s 48,277 s 49,011 s | 1:+0,833 s   |
| DSQ   | Jessica Tiebel Chris Eißler Nico Semmler/Johannes Pfeiffer      | RRC Altenberg WSC Erzgebirge Oberwiesenthal BRC Ilsenburg/WSC Erzgebirge Oberwiesenthal |                            |              |

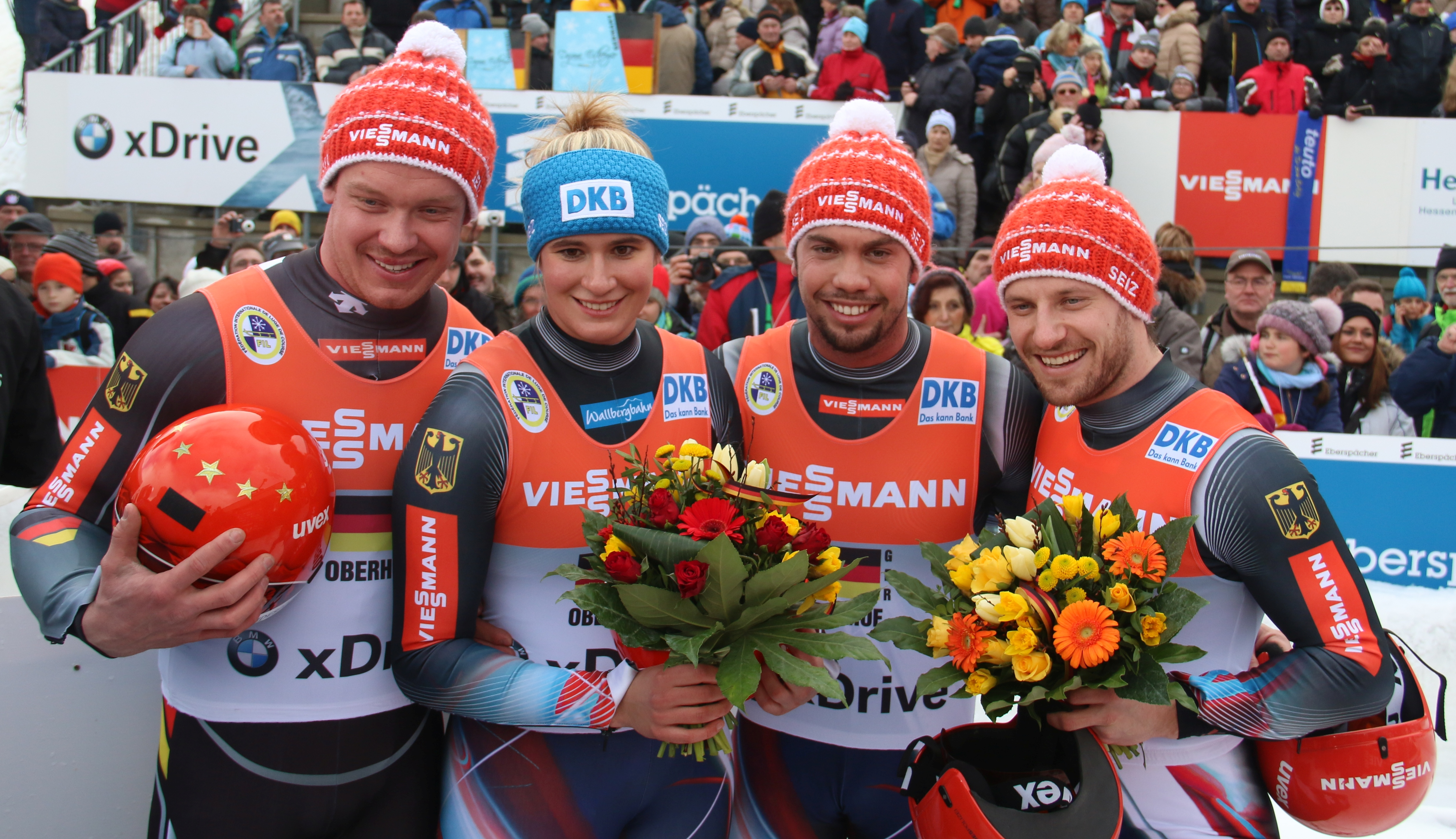
Teamstaffel um Felix Loch, Natalie Geisenberger, Tobias Wendl und Tobias Arlt (von links nach rechts)

Den Deutschen Meistertitel sicherte sich die „Trainingsgruppe Sonnenschein“ rund um Natalie Geisenberger, Felix Loch und Tobias Wendl/Tobias Arlt vor der Teamstaffel um Cheyenne Rosenthal, Christian Paffe und Robin Geueke/David Gamm sowie Dajana Eitberger, Johannes Ludwig und Florian Löffler/Florian Berkes. Außerhalb der Podiumsränge kamen die Teamstaffeln um Julia Taubitz, Sebastian Bley und Max Ewald/Jakob Jannusch sowie Tatjana Hüfner, Max Langenhan und Hannes Orlamünder/Paul Gubitz ins Ziel. Die sechste startende Teamstaffel um Jessica Tiebel, Chris Eißler und Nico Semmler/Johannes Pfeiffer wurde, nachdem Juniorenweltmeisterin Jessica Tiebel das Touchpad zur Übergabe an den nächsten Starter im Ziel nicht getroffen hatte, disqualifiziert.